# Aprilia Tuono 660
Die Aprilia Tuono 660 ist ein Naked Bike der italienischen Marke Aprilia. So wie das ursprüngliche, höhermotorisierte Modell Aprilia Tuono V4 auf dem jeweils aktuellen Superbike basiert, basiert die Tuono 660 in dem Fall auf der RS 660.

## Allgemein
Das Konzept einer Tuono ist es wie bei Streetfightern, ein Naked Bike zu konstruieren, das möglichst nah am Supersportler- bzw. Superbikependant ist, um ein entsprechend sportliches Naked Bike zu entwickeln.
Während der Name „Tuono“ auf Italienisch „Donner“ bedeutet, steht der Beiname Factory stets für eine höherwertiger ausgestattete Variante der Tuono, die zusätzlich andere Lackierungen und eine markante Soziusabdeckung beinhaltet.

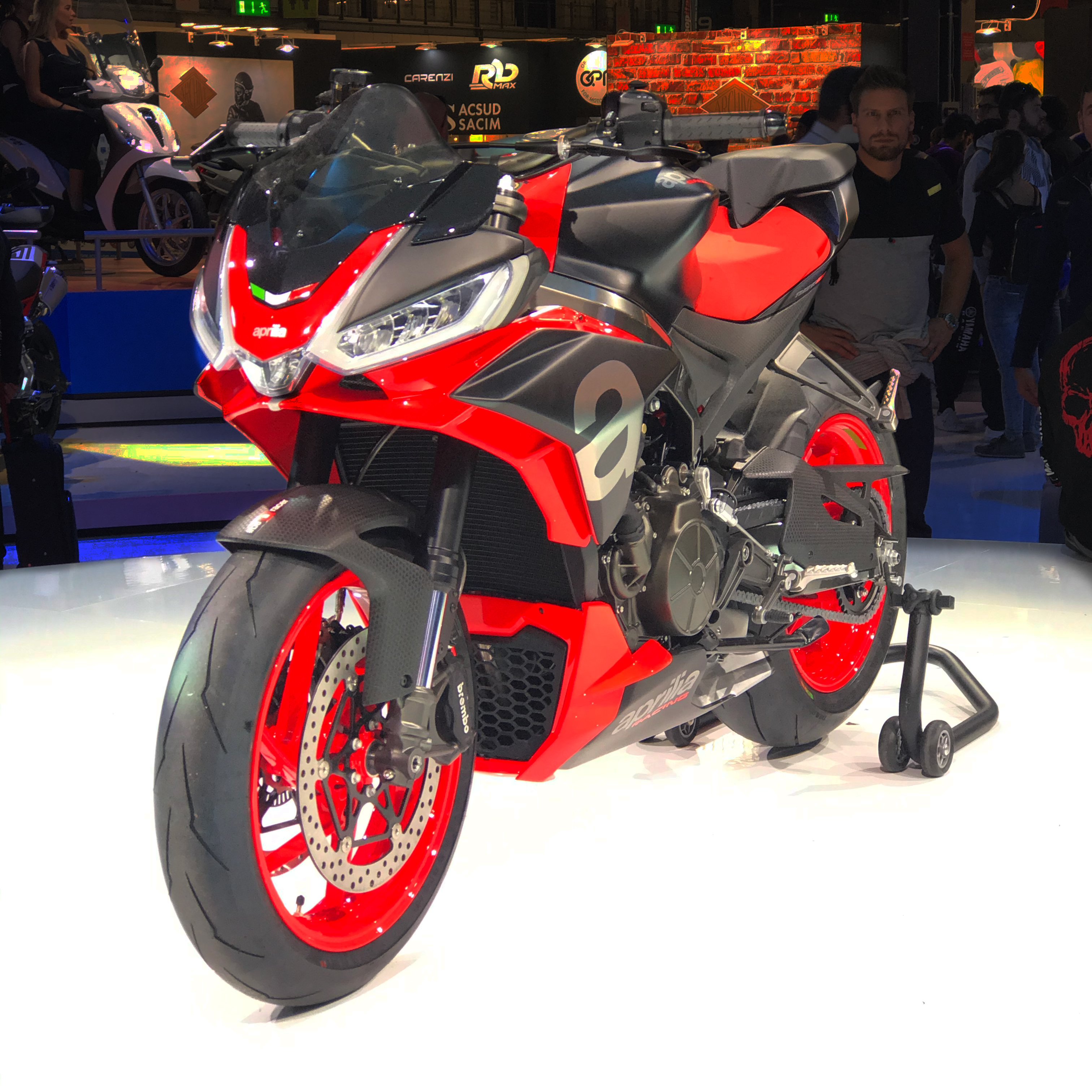
Aprilia Tuono 660 von 2019

Vergleichbare Modelle anderer Hersteller sind: Ducati Monster, Kawasaki Z900, KTM Duke 890, Triumph Street Triple 765 und Yamaha MT-09 SP

## Erste Generation
Im Jahr 2021 erschien das erste Modell der Tuono 660. Im Gegensatz zur RS 660 hat die Tuono einen breiten Lenker statt Stummeln und minimal komfortabler positionierte Fußrasten. Der Schaltautomat und die Sechsachsen-IMU, mit der die Traktionskontrolle, Wheeliekontrolle und das Kurven-ABS arbeitet, sind gegenüber der RS 660 aufpreispflichtig. Die unterschiedlichen Motormappings verändern lediglich die Gasannahme.

### Technische Daten
|                           | Tuono 660                                                                                         | Tuono 660 Factory |
| ------------------------- | ------------------------------------------------------------------------------------------------- | --- |
| Baujahr                   | 2021 – heute                                                                                      | 2022 – heute |
| Basispreis                | 10.599 €                                                                                          | 10.999 € |
| Motorbauart               | Zweizylinderreihenmotor, Viertakt, 4 Ventile pro Zylinder                                         | Zweizylinderreihenmotor, Viertakt, 4 Ventile pro Zylinder                                                                                   |
| Hubraum                   | 659 cm³                                                                                           | 659 cm³ |
| Bohrung x Hub             | 81 × 63,93 mm                                                                                     | 81 × 63,93 mm |
| Verdichtungsverhältnis    | 13,5 (±0,5) : 1                                                                                   | 13,5 (±0,5) : 1 |
| Nennleistung              | 70 kW (95 PS) bei 10.500/min                                                                      | 73,5 kW (100 PS) bei 10.500/min |
| max. Drehmoment           | 67 Nm bei 8.500/min                                                                               | 67 Nm bei 8.500/min |
| Abgasnorm                 | Euro 5                                                                                            | Euro 5 |
| Verbrauch (WMTC)          | 4,9 l/100 km                                                                                      | 4,9 l/100 km |
| CO2-Emission              | 116 g/km                                                                                          | 116 g/km |
| Kupplung                  | Mehrscheiben-Anti-Hopping-Kupplung im Ölbad, mechanisch betätig                                   | Mehrscheiben-Anti-Hopping-Kupplung im Ölbad, mechanisch betätig                                                                             |
| Höchstgeschwindigkeit     | 215 km/h                                                                                          | 230 km/h |
| Getriebe                  | 6-Gang-Getriebe                                                                                   | 6-Gang-Getriebe |
| Endübersetzungsverhältnis |                                                                                                   | |
| Rahmen                    | Aluminium Brückenrahmen mit geschraubtem Rahmenheck                                               | Aluminium Brückenrahmen mit geschraubtem Rahmenheck                                                                                         |
| Radaufhängung vorne       | Upside-Down-Gabel, Ø 41 mm; Federvorspannung und Zugstufe einstellbar                             | Kayaba Upside-Down-Gabel, Ø 41 mm; voll einstellbar in Zug- und Druckstufendämpfung als auch in der Federvorspannung                        |
| Federweg vorne            | 110 mm                                                                                            | 110 mm |
| Radaufhängung hinten      | Aluminium-Zweiarmschwinge; hydraulisches Monofederbein; Federvorspannung und Zugstufe einstellbar | Aluminium-Zweiarmschwinge; SACHS Piggyback-Monofederbein; voll einstellbar in Zug- und Druckstufendämpfung als auch in der Federvorspannung |
| Federweg hinten           | 130 mm                                                                                            | 130 mm |
| Bereifung vorne           | 120/70 ZR 17; TL                                                                                  | 120/70 ZR 17; TL |
| Bereifung hinten          | 180/55 ZR 17; TL (alternativ 180/60 – ZR17; TL)                                                   | 180/55 ZR 17; TL (alternativ 180/60 – ZR17; TL)                                                                                             |
| Bremse vorne              | Radial montierte 4-Kolben-Bremssättel; Doppel-Scheibenbremse, Ø 320 mm                            | Radial montierte 4-Kolben-Bremssättel; Doppel-Scheibenbremse, Ø 320 mm                                                                      |
| Bremse hinten             | Scheibenbremse, Ø 220 mm, ABS                                                                     | Scheibenbremse, Ø 220 mm, ABS |
| Tankinhalt                | 15 L                                                                                              | 15 L |
| Maße (L × B × H)          | 1.995 / 805 / 1.095 mm                                                                            | 1.995 / 805 / 1.095 mm |
| Radstand                  | 1370 mm                                                                                           | 1370 mm |
| Sitzhöhe                  | 820 mm                                                                                            | 820 mm |
| Leergewicht fahrfertig    | 183 kg                                                                                            | 181 kg |

### Dauertest
Das Magazin Motorrad führt seit September 2021 einen Dauertest mit der Tuono 660 über 50.000 Kilometer durch. Bis zum September 2022 und gefahrenen 18.400 Kilometern gab es noch keine Ausfälle.

### Pressestimmen
„Die neue Aprilia Tuono 660 ist eine würdige Trägerin des mittlerweile ehrwürdigen Namens Tuono. Der „herzige“ Hubraum täuscht nämlich, der Reihen-Zweizylinder ist agiler, als man erwarten würde und zeichnet sich dennoch durch überraschend gute Elastizität aus. Fahrwerk, Ergonomie und Bremsen setzen den Kompromiss zwischen Sport und Komfort (mit einem klaren Hang zur Sportlichkeit) ausgezeichnet fort.“